# 2010–2011-es északír labdarúgó-bajnokság (első osztály)
A 2010–2011-es IFA Premiership (szponzorált nevén: Carling Premiership) az északír labdarúgó-bajnokság legmagasabb szintű versenyének 110. alkalommal megrendezett bajnoki éve volt. A pontvadászat 12 csapat részvételével 2010. augusztus 7-én kezdődött és 2011. április 30-án ért véget.
A bajnokságot a címvédő fővárosi csapat, a Linfield nyerte a szintén fővárosi riválisok, az ezüstérmes Crusaders és a bronzérmes Glentoran előtt.. Ez volt a klub 50. északír bajnoki címe. Az élvonaltól utolsó helyen a Newry City búcsúzott, helyét a másodosztály bajnoka, a Carrick Rangers vette át.
A gólkirályi címet a bajnokcsapat játékosa, Peter Thompson nyerte el 23 találattal, míg az Év Játékosá-nak járó díjat a mindössze 20 esztendős Crusaders-szélsőnek, Stuart Dallasnak adták át.

## A bajnokság rendszere
A pontvadászat 12 csapat részvételével őszi-tavaszi lebonyolításban zajlott, mely két fő részből állt: egy alapszakaszból és egy felső-, és alsóházi helyosztó rájátszásból. Az alapszakasz során a 12 csapat körmérkőzéses rendszerben mérkőzött meg egymással: minden csapat minden csapattal háromszor játszott, a sorsolásnak megfelelően egyszer vagy kétszer pályaválasztóként, egyszer vagy kétszer pedig vendégként.
Az alapszakasz végső sorrendjét a 33 bajnoki forduló mérkőzéseinek eredményei határozták meg a szerzett összpontszám alapján kialakított rangsor szerint. A mérkőzések győztes csapatai 3 pontot, döntetlen esetén mindkét csapat 1-1 pontot kapott. Vereség esetén nem járt pont.
Azonos összpontszám esetén az alapszakasz sorrendjét az alábbi szempontok alapján határozták meg:
1. a bajnoki mérkőzések gólkülönbsége
2. a bajnoki mérkőzéseken szerzett gólok száma

A helyosztó rájátszásokban a csapatok magukkal vitték minden alapszakaszbeli eredményüket, és újra körmérkőzéses rendszerben – az alapszakaszbeli helyezésnek megfelelően pályaválasztóként vagy vendégként – mérkőztek meg egymással. A bajnokság végső sorrendjét a 38 bajnoki forduló eredményei alapján az alapszakaszbeli rendszer szerint határozták meg.
A felsőházi rájátszás győztese lett a 2010–11-es északír bajnok, a 12. helyezett csapat pedig kiesett a másodosztályba. A bajnoki év hivatalos kiírása szerint a 11. helyezett oda-visszavágós osztályozó mérkőzést játszott volna a másodosztály ezüstérmesével, azonban Limavady United nem kapott élvonalbeli licencet, így osztályozót nem rendeztek.

## Változások a 2009–10-es szezonhoz képest
Kiesett a másodosztályba
- Institute, osztályozón keresztül

Feljutott az élvonalba
- Donegal Celtic, osztályozón keresztül

## Részt vevő csapatok
| Csapat             | Székhely  | Stadion               | 2009–10     |
| ------------------ | --------- | --------------------- | ----------- |
| Ballymena United   | Ballymena | Ballymena Showgrounds | 10.         |
| Cliftonville       | Belfast   | Solitude              | 2.          |
| Coleraine FC       | Coleraine | Coleraine Showgrounds | 7.          |
| Crusaders          | Belfast   | Seaview               | 4.          |
| Donegal Celtic     | Belfast   | Donegal Celtic Park   | 2. (II. o.) |
| Dungannon Swifts   | Dungannon | Stangmore Park        | 5.          |
| Glenavon           | Lurgan    | Mourneview Park       | 8.          |
| Glentoran          | Belfast   | The Oval              | 3.          |
| Linfield           | Belfast   | Windsor Park          | 1.          |
| Lisburn Distillery | Lisburn   | New Grosvenor         | 11.         |
| Newry City         | Newry     | The Showgrounds       | 9.          |
| Portadown FC       | Portadown | Shamrock Park         | 6.          |

## Végeredmény
| #   | Csapat                  | M  | GY | D  | V  | G+ – G– | GK  | P                                                       | Megjegyzések                                   |
| --- | ----------------------- | -- | -- | -- | -- | ------- | --- | ------------------------------------------------------- | ---------------------------------------------- |
| 1.  | LinfieldCV, K (B) (KGY) | 38 | 26 | 7  | 5  | 80–29   | +51 | 85                                                      | 2011–2012-es Bajnokok Ligája – 1. selejtezőkör |
| 2.  | Crusaders               | 38 | 23 | 5  | 10 | 78–59   | +19 | 74                                                      | 2011–2012-es Európa-liga – 2. selejtezőkör1    |
| 3.  | Glentoran               | 38 | 20 | 6  | 12 | 63–41   | +22 | 66                                                      | 2011–2012-es Európa-liga – 1. selejtezőkör     |
| 4.  | Cliftonville            | 38 | 17 | 7  | 14 | 60–56   | +4  | 58                                                      | 2011–2012-es Európa-liga – 1. selejtezőkör     |
| 5.  | Portadown FC            | 38 | 15 | 5  | 18 | 49–58   | −9  | 50 \| rowspan="2" style="background-color: #fafafa;" \| |                                                |
| 6.  | Lisburn Distillery      | 38 | 14 | 6  | 18 | 50–66   | −16 | 48                                                      |                                                |
|     |                         |    |    |    |    |         |     |                                                         |                                                |
| 7.  | Coleraine FC            | 38 | 17 | 5  | 16 | 51–50   | +1  | 56 \| rowspan="5" style="background-color:#FAFAFA;" \|  |                                                |
| 8.  | Dungannon Swifts        | 38 | 14 | 9  | 15 | 50–53   | −3  | 51                                                      |                                                |
| 9.  | Ballymena United        | 38 | 12 | 13 | 13 | 48–56   | −8  | 49                                                      |                                                |
| 10. | Glenavon                | 38 | 12 | 9  | 17 | 60–59   | +1  | 45                                                      |                                                |
| 11. | Donegal CelticÚ         | 38 | 8  | 8  | 22 | 55–89   | −34 | 32                                                      |                                                |
| 12. | Newry City (K)          | 38 | 6  | 8  | 24 | 37–65   | −28 | 26                                                      | IFA Championship                               |

Forrás: IFA Premiership (angolul) 
A rangsorolás alapszabályai: 1. összpontszám, 2. egymás elleni eredmények összpontszáma, 3. gólkülönbség, 4. szerzett gólok száma.
1Mivel a bajnok Linfield nyerte a 2010–2011-es északír kupát, a kupadöntős és egyben bajnoki ezüstérmes Crusaders indult a 2011–2012-es Európa-liga 2. selejtezőkörében.
(B): Bajnokcsapat, (K): Kieső csapat, (F): Feljutó csapat, (I): Kupainduló, (R): A rájátszás győztese, (KGY): Kupagyőztes

## Eredmények

### Alapszakasz

#### Az 1–22. forduló eredményei
| Hazai \ Vendég1    | BAL | CLI | COL | CRU | DON | DUN | GLV | GLT | LIN | LIS | NEW | POR |
| Ballymena United   |     | 1–1 | 0–1 | 1–1 | 0–4 | 1–1 | 3–3 | 0–2 | 3–3 | 0–1 | 1–0 | 3–1 |
| Cliftonville       | 5–0 |     | 0–2 | 2–1 | 4–2 | 2–0 | 0–2 | 2–1 | 3–1 | 1–3 | 2–1 | 0–1 |
| Coleraine FC       | 1–0 | 3–1 |     | 0–3 | 4–0 | 0–3 | 0–2 | 1–2 | 0–2 | 0–1 | 2–0 | 1–3 |
| Crusaders          | 2–1 | 1–3 | 2–0 |     | 4–5 | 1–1 | 5–4 | 1–0 | 2–1 | 1–2 | 2–1 | 3–1 |
| Donegal Celtic     | 2–3 | 1–1 | 2–1 | 1–3 |     | 3–4 | 1–4 | 0–3 | 1–3 | 2–1 | 0–3 | 4–4 |
| Dungannon Swifts   | 1–2 | 0–1 | 3–0 | 2–3 | 0–0 |     | 2–1 | 1–3 | 2–1 | 2–2 | 0–0 | 0–1 |
| Glenavon           | 0–2 | 1–2 | 1–2 | 2–1 | 3–1 | 2–1 |     | 0–1 | 0–1 | 1–1 | 2–1 | 1–0 |
| Glentoran          | 1–2 | 2–0 | 2–0 | 3–1 | 1–0 | 0–2 | 4–1 |     | 0–0 | 1–3 | 2–0 | 1–0 |
| Linfield           | 0–0 | 0–0 | 1–0 | 8–1 | 6–2 | 1–0 | 1–0 | 2–1 |     | 1–0 | 4–0 | 4–0 |
| Lisburn Distillery | 1–1 | 1–1 | 0–3 | 2–4 | 1–3 | 4–1 | 2–2 | 1–6 | 0–4 |     | 2–1 | 2–0 |
| Newry City         | 0–4 | 0–1 | 2–2 | 1–1 | 2–1 | 3–0 | 2–1 | 0–0 | 1–2 | 1–1 |     | 4–2 |
| Portadown FC       | 1–3 | 2–1 | 2–0 | 0–2 | 3–0 | 2–2 | 2–2 | 0–1 | 1–2 | 1–0 | 4–2 |     |

Forrás: IFA Premiership (angolul) 
1A hazai csapatok a bal oldali oszlopban szerepelnek.
Színek: Zöld = hazai győzelem; Sárga = döntetlen; Piros = vendéggyőzelem.
 

#### A 23–33. forduló eredményei
| Hazai \ Vendég1    | BAL | CLI | COL | CRU | DON | DUN | GLV | GLT | LIN | LIS | NEW | POR |
| Ballymena United   |     |     | 1–1 | 0–3 | 0–3 |     |     | 2–3 |     |     |     | 3–1 |
| Cliftonville       | 2–2 |     |     |     | 2–2 | 3–2 |     |     | 2–4 | 3–2 |     | 1–3 |
| Coleraine FC       |     | 3–2 |     | 1–3 |     |     |     | 3–1 |     | 1–2 | 3–1 | 1–1 |
| Crusaders          |     | 5–0 |     |     | 2–1 | 2–2 | 1–0 | 2–1 |     |     |     |     |
| Donegal Celtic     |     |     | 1–1 |     |     |     | 3–3 |     | 2–0 |     | 0–0 | 0–2 |
| Dungannon Swifts   | 1–0 |     | 1–0 |     | 3–1 |     | 2–2 |     | 0–4 | 1–2 |     |     |
| Glenavon           | 3–1 | 0–2 | 1–2 |     |     |     |     |     | 2–2 | 0–1 | 2–1 |     |
| Glentoran          |     | 0–0 |     |     | 4–0 | 0–0 | 2–2 |     | 1–2 |     |     | 0–1 |
| Linfield           | 0–0 |     | 0–1 | 3–1 |     |     |     |     |     | 2–0 | 1–1 |     |
| Lisburn Distillery | 0–1 |     |     | 0–1 | 3–1 |     |     | 0–2 |     |     |     | 2–1 |
| Newry City         | 1–1 | 0–2 |     | 2–3 |     | 0–1 |     | 3–4 |     | 2–1 |     |     |
| Portadown FC       |     |     |     | 0–1 |     | 2–1 | 1–1 |     | 0–4 |     | 2–1 |     |

Forrás: IFA Premiership (angolul) 
1A hazai csapatok a bal oldali oszlopban szerepelnek.
Színek: Zöld = hazai győzelem; Sárga = döntetlen; Piros = vendéggyőzelem.
 

### A helyosztó rájátszás eredményei (34–38. forduló)
| Hazai \ Vendég1    | CLI | CRU | GLT | LIN | LIS | POR |
| Cliftonville       |     | 3–0 | 1–2 |     |     |     |
| Crusaders          |     |     |     | 0–1 | 4–1 | 3–1 |
| Glentoran          |     | 2–2 |     |     | 2–1 |     |
| Linfield           | 1–0 |     | 3–2 |     |     | 1–0 |
| Lisburn Distillery | 4–3 |     |     | 0–4 |     |     |
| Portadown FC       | 0–1 |     | 2–0 |     | 1–0 |     |

| Hazai \ Vendég1  | BAL | CLI | DON | DUN | GLV | NEW |
| Ballymena United |     |     |     | 0–2 | 1–0 | 1–0 |
| Coleraine FC     | 1–1 |     | 3–1 | 2–1 | 3–1 |     |
| Donegal Celtic   | 3–3 |     |     | 1–2 |     |     |
| Dungannon Swifts |     |     |     |     |     | 1–0 |
| Glenavon         |     |     | 3–0 | 1–2 |     |     |
| Newry City       |     | 0–2 | 0–1 |     | 0–4 |     |

## A góllövőlista élmezőnye
Forrás: ifapremiership.com.
23 gólos
- Peter Thompson (Linfield)

19 gólos
- Paul McVeigh (Donegal Celtic)
- Jordan Owens (Crusaders)

17 gólos
- Daryl Fordyce (Glentoran)

16 gólos
- Stuart Dallas (Crusaders)

15 gólos
- Matthew Burrows (Glentoran)

14 gólos
- Leon Knight (Colaraine FC)
- Gary McCutcheon (Ballymena United)

## Nemzetközikupa-szereplés

### Eredmények
| Csapat       | Kupa            | Forduló         | Ellenfél         | 1. mérk. | 2. mérk. | Össz. |
| ------------ | --------------- | --------------- | ---------------- | -------- | -------- | ----- |
| Linfield     | Bajnokok Ligája | 2. selejtezőkör | Rosenborg        | 0–0      | 0–2      | 0–2   |
| Cliftonville | Európa-liga     | 2. selejtezőkör | Cibalia Vinkovci | 1–0      | 0–0      | 1–0   |
| Cliftonville | Európa-liga     | 3. selejtezőkör | CSZKA Szofija    | 0–3      | 1–2      | 1–5   |
| Glentoran    | Európa-liga     | 1. selejtezőkör | KR               | 0–3      | 2–2      | 2–5   |
| Portadown FC | Európa-liga     | 1. selejtezőkör | Skonto           | 1–1      | 1–0      | 2–1   |
| Portadown FC | Európa-liga     | 2. selejtezőkör | Qarabağ          | 1–2      | 1–1      | 2–3   |

Megjegyzés: Az eredmények minden esetben az északír labdarúgócsapatok szemszögéből értendőek, a dőlttel írt mérkőzéseket pályaválasztóként játszották.

### UEFA-együttható
A nemzeti labdarúgó-bajnokságok UEFA-együtthatóját az északír csapatok Bajnokok Ligája-, és Európa-liga-eredményeiből számítják ki. Észak-Írország a 2010–11-es bajnoki évben 1,125 pontot szerzett, ezzel a 39. helyen zárt.
| Csapat       | SGY | SD | SV | GY | D | V | Bónusz | Pont  | Átlag |
| ------------ | --- | -- | -- | -- | - | - | ------ | ----- | ----- |
| Linfield     | 0   | 1  | 1  | 0  | 0 | 0 | 0,000  | 0,500 |       |
| Cliftonville | 1   | 1  | 2  | 0  | 0 | 0 | 0,000  | 1,500 |       |
| Glentoran    | 0   | 1  | 1  | 0  | 0 | 0 | 0,000  | 0,500 |       |
| Portadown FC | 1   | 2  | 1  | 0  | 0 | 0 | 0,000  | 0,500 |       |
| Összesen     | 2   | 5  | 5  | 0  | 0 | 0 | 0,000  | 4,500 | 1,125 |

## Külső hivatkozások
- Az IFA Premiership hivatalos oldala (angolul)
- Eredmények és tabella az rsssf.com-on (angolul)
- Eredmények és tabella a Soccerwayen (angolul)